# Ходачки
Ходачки (укр. Ходачки) — село на Украине, находится в Коростенском районе Житомирской области.
Население по переписи 2001 года составляет 165 человек. Занимает площадь 0,817 км².
Код КОАТУУ — 1822387002. Почтовый индекс — 11572. Телефонный код — 4142.

## Адрес местного совета
11570, Житомирская область, Коростенский р-н, с. Щорсовка, пл. Мира, 2.